# Жилой дом А. Н. Надольской
Жилой дом А. Н. Надольской — памятник градостроительства и архитектуры регионального значения в историческом центре Нижнего Новгорода. Здание предположительно построено в конце XIX — начале XX веков. 
Входит в застройку старинного района Большие Овраги. Является примером традиционной нижегородской деревянной городской застройки второй половины XIX — начала XX веков. Облик здания отражает взаимодействие направлений стилевой архитектуры (элементы академической эклектики) с традициями народного зодчества в деревянной застройке Нижнего Новгорода.

## История
Улица Большие Овраги расположена на высоком берегу Оки на караю крупной овражной системы. В средние века данная территория была вне черты города за пределами Большого острога — дерево-земляного укрепления, возведённого в XVI веке, примыкая к издавна заселённому ямщиками району Ильинской улицы. Первые достоверные сведения об освоении территории Больших Оврагов относятся ко второй половине XVIII века, что было связано с Генеральным размежеванием города 1784—1787 годов, предвестником первого регулярного плана города. Тогда же ямщицкие дворы на Ильиной горе решили впервые обложить налогом, а не желавшим платить подати предписали селиться на бывших выгонных землях. Вследствие, в 1799 году вдоль Муромско-Московской дороги возникла новая Ямская слобода, были проложены и частично застроены Большая и Малая Ямская улицы, а также улица Большие Овраги.
Между городской застройкой и Ямской слободой долго сохранялся значительный разрыв, который ликвидировали только к 1825 году, когда жители слободы, по приговору городского общества, были приняты в большинстве своём в мещанское сословие Нижнего Новгорода. Довольно долгое время территория бывшей слободы была окраиной города, сосредоточием небогатого мещанства, но постепенно состояние её жителей росло и территория застраивалась всё плотнее и более добротными домами. В начале XX века здесь строили дачи представители нижегородской интеллигенции.
Судя по архивным документам фонда Нижегородской городской управы дом № 5 по улице Большие Овраги принадлежал А. Н. Надольской, о чём свидетельствует дело с планами и фасадами на ремонт здания, но без датировки. Существует фотография дома 1930-х годов, на которой видно утраченные элементы — козырёк над главным входом и фигурные деревянные въездные ворота. 
В советский период здание было экспроприировано государством, его приспособили под многоквартирный дом. В 1980-х годах в нём располагалось четыре квартиры.      

## Архитектура
Дом А. Н. Надольской — пример традиционной нижегородской деревянной городской застройки второй половины XIX — начала XX веков. Деревянное двухэтажное здание на каменном подвальном этаже имеет типичную композицию в виде компактного прямоугольника в плане с поэтажными квартирами, перекрыто двускатной кровлей, с боковым примыканием лестничной клетки. Оконные проёмы обведены наличниками с прямыми профилированными сандриками, декорированными геометрическим орнаментом, и филенчатыми боковыми стойками. Углы дома выделены поэтажными пилястрами, оформленными прямоугольными и фигурными филенками. Фасад разделён по вертикали поэтажным карнизом и подоконными поясками. Венчающий карниз поддерживают фигурные кронштейны в плоскости фриза, декорированного зубчатым поясом.
Облик здания отражает взаимодействие направлений стилевой архитектуры (элементы академической эклектики) с традициями народного зодчества в деревянной застройке Нижнего Новгорода.             